# Kongesangen
Kongesangen är en hyllningssång till Norges kung. Den är baserad på God Save the King, den brittiska kungs- och nationalsången från 1741 .
Den brukar sjungas i samband med den årliga öppningsceremonin i Stortinget liksom framför slottet i Oslo under nationaldagen 17 maj.

## Bakgrund
Den första norska texten skrevs av N. Vogtmann runt 1800, med inledningen "Gud sign vår Konge god, gi ham i farer mod". Vogtmanns version var tryckt i norska sångböcker fram till runt 1920. En omarbetad version skrevs av Gustav Jensen för Landstads reviderte salmebok.
Henrik Wergeland skrev år 1841 sin egen text till sången, som en hyllning till unionskungen Karl III Johan. Hans version börjar med "Gud signe Kongen vor, Gud ham bevare for, sygdom og død".

## Sångtext (Jensens version)
1
Gud sign vår konge god!
Sign ham med kraft og mot
sign hjem og slott!
Lys for ham ved din Ånd,
knytt med din sterke hånd
hellige troskapsbånd
om folk og drott!
2
Høyt sverger Norges mann
hver i sitt kall, sin stand,
troskap sin drott.
Trofast i liv og død,
tapper i krig og nød,
alltid vårt Norge lød
Gud og sin drott.